# Eka Ramdani
Eka Ramdani (sinh ngày 18 tháng 6 năm 1984 ở Purwakarta, West Java), còn được biết với tên Ebol, là một cầu thủ bóng đá người Indonesia hiện tại thi đấu cho Persib Bandung.

## Sự nghiệp quốc tế
Anh có màn ra mắt quốc tế không chính thức trong sinh nhật Golkar khi Indonesia hòa 2-2 với Nam Phi trên Sân vận động Gelora Bung Karno và màn ra mắt chính thức cho đội tuyển quốc gia Merdeka Tournament 2006 khi Indonesia hòa 1-1 với Malaysia ngày 23 tháng 8 năm 2006.

## Bàn thắng quốc tế
| # | Ngày                | Địa điểm                                  | Đối thủ   | Bàn thắng | Kết quả | Giải đấu |
| - | ------------------- | ----------------------------------------- | --------- | --------- | ------- | -------- |
| 1 | 3 tháng 11 năm 2009 | Sân vận động Quốc gia, Kallang, Singapore | Singapore | 1–1       | 3–1     | Giao hữu |

## Danh hiệu

### Danh hiệu quốc gia
U-21 Indonesia
- Hassanal Bolkiah Trophy (1): 2002

Indonesia
- Indonesian Independence Cup (1): 2008